# (19458) Legault
(19458) Legault (1998 HE8) – planetoida z pasa głównego asteroid okrążająca Słońce w ciągu 3,82 lat w średniej odległości 2,44 j.a. Odkryta 21 kwietnia 1998 roku.